# Педяш, Василий Тимофеевич
Василий Тимофеевич Педяш (1800—1866) — полковник, Георгиевский кавалер (№ 5666; 1 декабря 1838).

## Биография
Родился в 1800 году.
В офицерском звании состоял с 23 мая 1819 года. Участвовал в Русско-турецкой и Кавказской войнах; командовал 6-й мушкетёрской и 2-й гренадерской ротой. В чине майора был комендантом Хервитской крепости. Был награждён орденами Св. Анны 4-й ст. с надписью «За храбрость» (1828), Св. Анны 3-й ст. с бантом (1833), Св. Владимира 4-й ст. с бантом (1833). В 1838 году получил орден Св. Георгия 4-й степени за взятие замка Шамиля и села Ашильты в июне 1837 года:

В деле этом штаб офицер этот <подполковник Апшеронского пехотного полка> оказал распорядительность и примерную неустрашимость, пренебрегающую все опасности.
В 1839 году был награждён орденом Св. Станислава 2-й степени (затем получил к этому ордену мечи и императорскую корону). В 1842 г подполковник Педяш служил в Корпусе жандармов на Кавказе . Был произведён в полковники 18 декабря 1843 года.
В конце 1847 года был назначен полицмейстером в посад Дубовка Царицынского уезда Саратовской губернии, служил здесь по январь 1850 года. С 1851 по 1854 год  городничий ( полицмейстер) в г. Весьегонске Тверской губернии. Затем был Осташковским городничим — с 1855 года и до выхода в отставку 28 февраля 1861 года.
Умер 29 ноября (11 декабря) 1866 года. Похоронен на Пятницком кладбище. На семейном участке были похоронена также его жена, Александра Васильевна, умершая 31 декабря 1898 года. Их сын, Василий Васильевич, был внесён в родословную книгу Полтавской губернии (часть 2) указом Герольдии от 17 ноября 1866 года № 5860.